# KV63
KV63 es una tumba descubierta en 2005 en la necrópolis faraónica del Valle de los Reyes en Egipto. Aunque se creyó que era una tumba real, ahora se piensa que es un pozo de embalsamamiento.
La cámara contenía siete sarcófagos de madera y muchas vasijas grandes de almacenaje. Los ataúdes solo contenían los materiales propios del proceso de momificación, y las vasijas tenían sales, telas de lino y cerámica rota de forma deliberada. 
Algunas de los restos de arcilla tienen textos, como parte de un nombre, pa-aten, que podría pertenecer al de Anjesenamón, la esposa de Tutankamón. Esta inscripción, el estilo arquitectónico de la cámara y la forma de los sarcófagos y las vasijas apuntan a la dinastía XVIII y a la época de Tutankamón, cuya tumba está próxima. 

## Descubrimiento
Esta tumba fue descubierta en el año 2000 por el egiptólogo Nicholas Reeves, director de la "Valley of the Kings Foundation" y del proyecto  mediante un estudio geofísico y el uso de sonar; Reeves, sin embargo, fue acusado de estar relacionado con el contrabando de antigüedades, lo que provocó la suspensión temporal de todos los permisos de excavaciones de su equipo. Recientemente una meticulosa investigación ha demostrado su total inocencia y que se trataba de meras calumnias sin fundamento alguno. Sin embargo, durante ese tiempo los permisos para excavar en el lugar le fueron otorgados al equipo del destacado egiptólogo Otto Schaden de la Universidad de Memphis (Tennessee). 

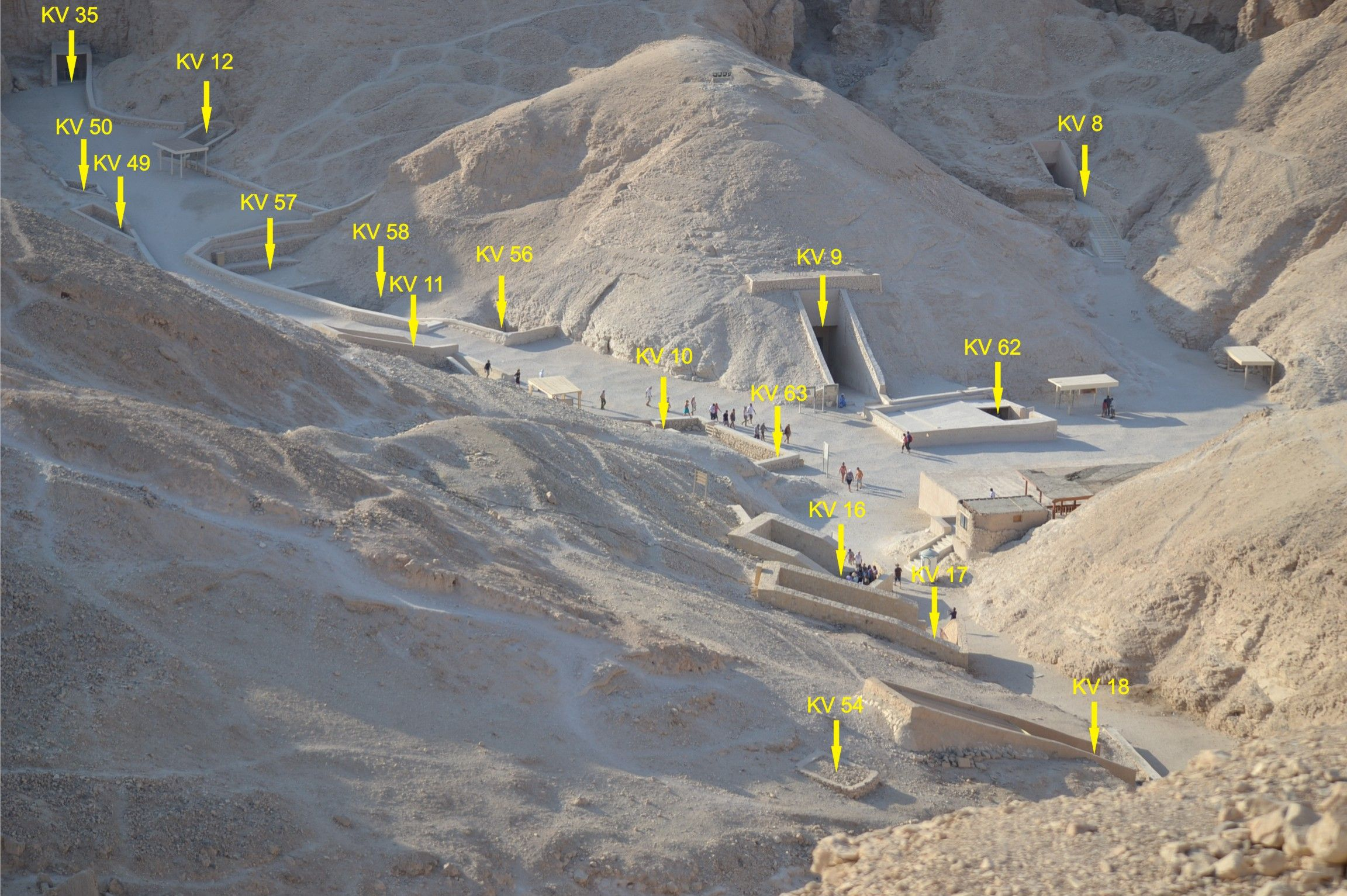
Situación de la Tumba KV63

Oficialmente, el equipo de Otto Schaden confirmó la existencia de la tumba descubierta por Nicholas Reeves el 10 de marzo de 2005, pero no fue anunciada hasta el 8 de febrero de 2006 por el Consejo Supremo de Antigüedades egipcias, quien acreditó el hallazgo a este equipo de arqueólogos de los Estados Unidos que actúa desde hace años en el Valle de los Reyes bajo la dirección de Otto Schaden. El equipo acordó catalogar la tumba con el nombre "KV63", de acuerdo a la convencional enumeración secuencial usada en el Valle de los Reyes. KV63 es la primera tumba descubierta intacta en este valle desde el descubrimiento de KV62, la tumba de Tutankamón, por Howard Carter en 1922.
El 26 de mayo de 2006, un pequeño sarcófago de 42 cm recubierto de pan de oro fue encontrado en el interior de un ataúd mediano, bajo las almohadas.

## Localización
KV63 está localizada en una pequeña área situada entre KV10 (Amenmesse) y KV62 , (Tutankamón) en el centro de la rama oriental del Valle de los Reyes, y bastante cercana a la encrucijada principal de la red de caminos.

## Descripción

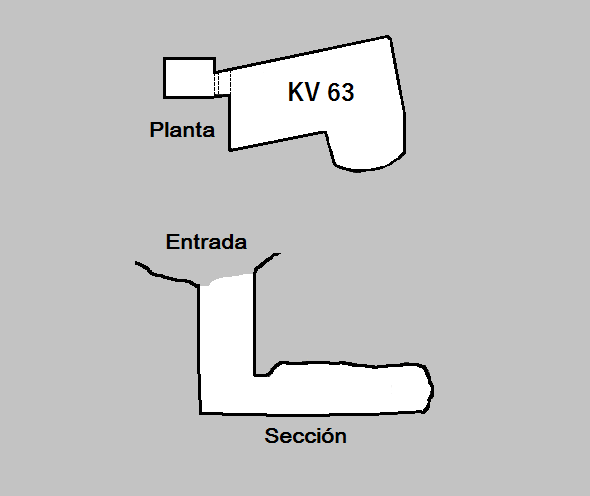
Plano de la Tumba KV63

El descubrimiento fue hecho cuando el equipo arqueológico realizaba excavaciones de algunas chozas de los trabajadores de la dinastía XIX frente a la entrada de la tumba KV10. En la exploración se detectó una capa de roca oscura, y al cavar se encontraron unas lajas de piedra blanca. Una exploración posterior reveló el borde de una piedra tallada o cortada artificialmente, que resultó ser el extremo superior de un pasaje vertical. En aquel momento el equipo sabía que habían descubierto algo mucho más complejo y significativo que las casas de reposo de los trabajadores de las tumbas. Lamentablemente, el descubrimiento de esta pista importante se produjo al final de la campaña de excavaciones 2004-05, por lo que tuvieron que ser pospuestas las excavaciones hasta que el equipo reanudó su trabajo en el otoño siguiente.
El pasaje encontrado desciende aproximadamente cinco metros. En el fondo de este túnel se halla una puerta de un metro y medio de altura, sellada con bloques de piedra. Detrás de esta puerta, en la cual el equipo abrió una pequeña hueco, hacia el 8 de febrero se descubre la única cámara funeraria en forma de "L" con varios ataúdes de madera y un número indeterminado de grandes jarras. No se encontró ningún sello en la puerta, lo que permitió considerar que KV63 ya había sufrido alguna intrusión en la antigüedad.
El plano de KV63 es similar al de otras dos tumbas de la dinastía XVIII, las de Yuya y Tuyu, de tal modo que puede fecharse la construcción circa del siglo XIV a. C. especulándose sobre si las tres tumbas son obra del mismo arquitecto. Los destinatarios no han sido aún identificados, pero el equipo está seguro de que son individuos de la nobleza o bien relacionados con las clases altas; Zahi Hawass cree que podrían ser miembros de la familia real. 
La cámara funeraria mide aproximadamente cuatro metros por cinco y, por lo que puede ser visto, tiene paredes blancas claras anepígrafas (sin jeroglíficos). Contiene siete ataúdes de madera: cinco de adultos, uno de niño o adolescente, y otro de bebé. Los tres adultos y el niño tienen máscaras funerarias de color amarillo, estilo característico de finales de la dinastía XVIII; los otros dos adultos tienen máscaras funerarias negras, más parecidas al estilo temprano de la misma dinastía. Los detalles del ataúd clasificado como de bebé son aún confusos. Se cree que los ataúdes que tienen máscaras funerarias amarillas son femeninos. Se observan graves daños causados por las termitas en algunos de ellos, sin embargo otros parecen intactos. Parte de los daños podrían haber sido causados por la acción de antiguos ladrones de tumbas, y no se ha hallado ninguna señal de daños causados por agua.
La tumba conserva 28 jarras grandes (según la última información), aproximadamente de 70 cm de alto, algunas de cerámica y otras de alabastro. Una jarra pesa unos cuarenta kilogramos (90-95 libras). Otras tres jarras parecen haber estado rotas ya desde la antigüedad en el borde o cuello inferior. La mayor parte tienen tapas selladas intactas, pero no parecen tener ningún sello faraónico y sus contenidos están aún pendientes de examen y de una investigación profunda.
El trabajo continuó con la extracción cuidadosa de los ataúdes y las jarras y su traslado a la tumba KV10, que presenta un espacio ideal para que la conservación, el examen y el análisis de los ataúdes y jarras se haga de una manera apropiada y científica. Se ideó un sistema de poleas para facilitar el retiro seguro del material: se utilizaron macetas para levantar las jarras desde el lugar donde éstas fueron embaladas hace 3000 años. Un gran ostracon se rompió al forzar la entrada a la tumba, pero por suerte la ruptura fue limpia (solamente dos pedazos) y podrá ser fácilmente restaurado.
Al mostrarse las primeras fotografías, el egiptólogo Kent Weeks del Theban Mapping Project –no implicado en el descubrimiento pero contratado en la excavación en curso de la cercana KV5– ha afirmado que no cree que la nueva tumba fuera destinada a ningún faraón; piensa que es más probable que podría ser para alguna esposa o hijo de un rey, o incluso para algún funcionario o sacerdote.
Sin embargo, más recientemente, Otto Schaden declaró que la elegante artesanía de la tumba y la calidad de la decoración de los ataúdes conduce al equipo a creer que se trate de un posible entierro real, aunque es factible que el sepulcro pudiera haber sido destinado a miembros de la familia real o a funcionarios reales vinculados con la administración de algún faraón. Hasta el momento no se han descubierto nombres, títulos o inscripciones de ningún tipo en los ataúdes. Aunque se llama el Valle de los Reyes, no todas las tumbas se atribuyen a faraones pues algunas son de funcionarios, reinas, o incluso de cortesanos.

### Noticias multimedia
- A Concealed Cachet in Luxor (Zahi Hawass y KV63). February 2006
- Pharaonic tomb find stuns Egypt (BBC News, con vídeo y fotos de la tumba) February 2006
- New Tomb Found in Valley of Kings (CBS) February 2006
- Archaeology. 6 de marzo de 2006

- Datos: Q1109560
- Multimedia: KV63 / Q1109560